# 12388 Кікунокай
12388 Кікунокай (12388 Kikunokai) — астероїд головного поясу, відкритий 1 листопада 1994 року.
Тіссеранів параметр щодо Юпітера — 3,264.